# Ischyropsalis pyrenaea
Espèce
Synonymes
- Ischiropsalis helwigi pyrenaea Simon, 1872
- Ischyropsalis pyrenaea venasquensis Dresco, 1967

Ischyropsalis pyrenaea est une espèce d'opilions dyspnois de la famille des Ischyropsalididae.

## Distribution
Cette espèce se rencontre en France et en Espagne dans les Pyrénées.

## Description
Les mâles mesurent de 5,3 à 6,3 mm et les femelles de 6,5 à 7,8 mm.

## Systématique et taxinomie
Cette espèce a été décrite sous le protonyme Ischiropsalis helwigi pyrenaea par Simon en 1872. Elle est élevée au rang d'espèce par Bedel et Simon en 1875.
Ischyropsalis pyrenaea venasquensis a été placée en synonymie par Martens en 1969.

## Étymologie
Son nom d'espèce lui a été donné en référence au lieu de sa découverte, les Pyrénées.

## Publication originale
- Simon, 1872 : « Notice complémentaire sur les arachnides cavernicoles et hypogés. » Annales de la Société Entomologique de France, sér. 5, vol. 2, p. 473–488 (texte intégral).